# نشان‌تاشی
نِشان‌تاشی (به ترکی استانبولی: Nişantaşı به معنی «سنگِ نشانه»}} یک منطقهٔ مسکونی و تجاری در ترکیه است که در شیشلی واقع شده‌است.
محله نشان‌تاشی که در قسمت اروپایی استانبول قرار دارد، یکی از مناطق تاریخی و قدیمی این شهر است و این محله را می‌توان مهم‌ترین مکان در استانبول از نظر خرده‌فروشی کالا به ویژه پوشاک دانست.
منطقه نشان‌تاشی خود دربردارنده چند محله به نام‌های تشویقیه، ماچکا، عثمان‌بی و پانک‌آلتی است.

## تاریخچه
منطقه نشان‌تاشی در زمان‌های گذشته در دوران عثمانی‌ها محل مسابقات تیراندازی ویژه شاه عثمانی بوده‌است که در زمان عبدالحمید سلطان یکی از شاه‌های عثمانی، برای برگزاری و پذیرایی مهمانی عروسی خواهرش به مدت ۲ هفته انتخاب شده‌است و دلیل آن نزدیکی به کاخ‌های مهم آن زمان یعنی کاخ دولماباهچه و ایهلامور و ییدیز بوده‌است. بعد از آن و بعد از دوره جمهوریت این مکان رفته رفته به بازار مد و فروشگاه‌های فروش لباس تبدیل شد و امروزه این محل را «مرکز مد ترکیه» می‌نامند.

## مراکز گردشگری منطقه
- کاخ ایهلامور
- پارک ایهلامور
- پارک دنیا باریش
- موزه ایاصوفیه
- تله‌کابین استانبول
- میدان تقسیم
- پارک تقسیم گزی
- موزه آتاتورک